# Cartello di Tijuana
Il Cartello di Tijuana (anche conosciuto come Organizzazione Arellano Felix) è una organizzazione criminale messicana originaria di Tijuana dedita al narcotraffico. La sua influenza copre la parte nordoccidentale del Messico ed è in rivalità con altri due grandi cartelli: il Cartello di Sinaloa nel centro, ed il Cartello del Golfo ad est. Il cartello è stato descritto come "uno dei più grandi e più violenti gruppi criminali messicani".

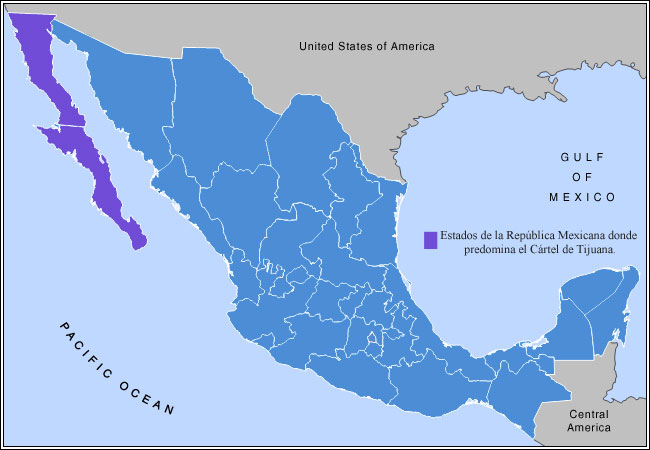
Mappa d'origine (in viola) del.Cartello di Tijuana

## Organizzazione
Il Cartello di Tijuana è inoltre conosciuto come Organizzazione Arellano Felix (AFO), dal momento in cui arrivò al comando la famiglia di Ramón Arellano Félix. Il 18 settembre del 1997, Ramón Arellano Félix divenne il 451° ad essere aggiunto dall'FBI nella lista dei dieci latitanti più ricercati.
L'organizzazione ha la reputazione di essere estremamente violenta. Ramón ordinò un'esecuzione di massa dove persero la vita 18 persone a Ensenada in Bassa California, il 17 settembre del 1998. Ramón è stato assassinato in uno scontro a fuoco con la polizia a Mazatlán, Sinaloa, il 10 febbraio del 2002.
Nel 1998, come attestato della collaborazione tra il Cartello Arellano-Felix (con base a Tijuana, Messico) ed il Cartello di Sonora (conosciuto anche con il nome di Cartello Caro-Quintero), nasce il sodalizio criminale noto come Federazione.
La famiglia Arellano Félix è formata da sette fratelli:
- Francisco Arellano Félix (24 ottobre 1949 - 18 ottobre 2013) - ucciso in un agguato durante una festa di compleanno
- Benjamín Arellano Félix (3 dicembre 1952) - catturato
- Carlos Arellano Félix (nato presumibilmente il 20 agosto 1955)
- Eduardo Arellano Félix (11 ottobre 1956),
- Ramón Arellano Félix (31 agosto 1964 - 10 febbraio 2002) - ucciso in uno scontro a fuoco con la Polizia messicana
- Luis Arellano Félix (nato presumibilmente il 26 gennaio 1966)
- Francisco Javier Arellano Félix (11 dicembre 1969) - catturato

Hanno anche quattro sorelle.

## Attività
Dopo la morte nel 1997 di Amado Carrillo Fuentes del Cartello di Juárez, il Cartello di Tijuana cercò di guadagnarsi un appoggio a Sonora.
Il 26 aprile 2008, quattordici membri di bande messicane dedite al narcotraffico sono stati uccisi e altri otto sono stati feriti durante uno scontro a fuoco avvenuto al confine con gli Stati Uniti. Fazioni rivali del Cartello di Tijuana hanno combattuto a colpi di arma da fuoco nelle prime ore del mattino e si è trattato di una delle più sanguinose sparatorie nella guerra messicana per il narcotraffico.

## Catture e prove
Nell'ottobre del 1997, un C-130A delle forze aeree degli Stati Uniti, ritirato e venduto alle linee aeree postali del Messico, è stato sequestrato dagli ufficiali federali del Messico, contestando che fosse stato utilizzato dal cartello per trasportare droga dal Sud e Centro America e all'interno del Messico. Gli inquirenti hanno collegato il proprietario dell'aereo, Jesus Villegas Covallos, a Ramón Arellano Félix.
Il 14 agosto del 2006, Francisco Javier Arellano Félix è stato fermato dagli agenti della Guardia Costiera degli Stati Uniti in mare aperto, nella Bassa California del Sud.

## Nella cultura di massa
Il Cartello di Tijuana è stato rappresentato nel combattimento contro il rivale Cartello di Juárez nel film del 2000 Traffic e nella serie televisiva di Netflix Narcos: Messico.